# NRL 2000/Ergebnisse
Diese Liste enthält die Ergebnisse der regulären Saison der NRL 2000. Die reguläre Saison startete am 5. Februar und endete am 30. Juli. Sie umfasste 26 Runden.

## Runde 1
| 5. Februar | St. George Illawarra Dragons | 12 : 28 | Cronulla-Sutherland Sharks | Stadium Australia, Sydney Zuschauer: 62.255 Schiedsrichter: Tim Mander |
| 5. Februar | Bericht                      |         |                            | Stadium Australia, Sydney Zuschauer: 62.255 Schiedsrichter: Tim Mander |

| 5. Februar | Sydney Roosters | 20 : 16 | Parramatta Eels | Stadium Australia, Sydney Zuschauer: 62.255 Schiedsrichter: Bill Harrigan |
| 5. Februar | Bericht         |         |                 | Stadium Australia, Sydney Zuschauer: 62.255 Schiedsrichter: Bill Harrigan |

| 6. Februar | Auckland Warriors | 14 : 6 | Melbourne Storm | Mount Smart Stadium, Auckland Zuschauer: 20.546 Schiedsrichter: Sean Hampstead |
| 6. Februar | Bericht           |        |                 | Mount Smart Stadium, Auckland Zuschauer: 20.546 Schiedsrichter: Sean Hampstead |

| 6. Februar | Northern Eagles | 24 : 14 | Newcastle Knights | Grahame Park, Gosford Zuschauer: 20.059 Schiedsrichter: Steve Clark |
| 6. Februar | Bericht         |         |                   | Grahame Park, Gosford Zuschauer: 20.059 Schiedsrichter: Steve Clark |

| 6. Februar | Wests Tigers | 24 : 24 | Brisbane Broncos | Campbelltown Stadium, Sydney Zuschauer: 15.376 Schiedsrichter: Paul Simpkins |
| 6. Februar | Bericht      |         |                  | Campbelltown Stadium, Sydney Zuschauer: 15.376 Schiedsrichter: Paul Simpkins |

| 7. Februar | Canberra Raiders | 14 : 2 | Canterbury-Bankstown Bulldogs | Bruce Stadium, Canberra Zuschauer: 14.624 Schiedsrichter: Matt Hewitt |
| 7. Februar | Bericht          |        |                               | Bruce Stadium, Canberra Zuschauer: 14.624 Schiedsrichter: Matt Hewitt |

| 7. Februar | Penrith Panthers | 19 : 6 | North Queensland Cowboys | Penrith Park, Sydney Zuschauer: 10.623 Schiedsrichter: Mark Oaten |
| 7. Februar | Bericht          |        |                          | Penrith Park, Sydney Zuschauer: 10.623 Schiedsrichter: Mark Oaten |

## Runde 2
| 11. Februar 19:30 | Parramatta Eels | 10 : 18 | Brisbane Broncos | Parramatta Stadium, Sydney Zuschauer: 15.366 Schiedsrichter: Steve Clark |
| 11. Februar 19:30 | (6:0) Bericht   |         |                  | Parramatta Stadium, Sydney Zuschauer: 15.366 Schiedsrichter: Steve Clark |

| 12. Februar | Newcastle Knights | 38 : 6 | Melbourne Storm | Hunter Stadium, Newcastle Zuschauer: 16.155 Schiedsrichter: Bill Harrigan |
| 12. Februar | Bericht           |        |                 | Hunter Stadium, Newcastle Zuschauer: 16.155 Schiedsrichter: Bill Harrigan |

| 12. Februar | St. George Illawarra Dragons | 12 : 6 | North Queensland Cowboys | Wollongong Showground, Wollongong Zuschauer: 6.024 Schiedsrichter: Matt Hewitt |
| 12. Februar | Bericht                      |        |                          | Wollongong Showground, Wollongong Zuschauer: 6.024 Schiedsrichter: Matt Hewitt |

| 12. Februar | Cronulla-Sutherland Sharks | 28 : 2 | Sydney Roosters | Endeavour Field, Sydney Zuschauer: 13.112 Schiedsrichter: Sean Hampstead |
| 12. Februar | Bericht                    |        |                 | Endeavour Field, Sydney Zuschauer: 13.112 Schiedsrichter: Sean Hampstead |

| 13. Februar | Canterbury-Bankstown Bulldogs | 0 : 26 | Penrith Panthers | Stadium Australia, Sydney Zuschauer: 11.214 Schiedsrichter: Paul Simpkins |
| 13. Februar | Bericht                       |        |                  | Stadium Australia, Sydney Zuschauer: 11.214 Schiedsrichter: Paul Simpkins |

| 13. Februar | Canberra Raiders | 22 : 8 | Northern Eagles | Bruce Stadium, Canberra Zuschauer: 10.085 Schiedsrichter: Tim Mander |
| 13. Februar | Bericht          |        |                 | Bruce Stadium, Canberra Zuschauer: 10.085 Schiedsrichter: Tim Mander |

| 14. Februar | Wests Tigers | 17 : 16 | Auckland Warriors | Leichhardt Oval, Sydney Zuschauer: 10.807 Schiedsrichter: Mark Oaten |
| 14. Februar | Bericht      |         |                   | Leichhardt Oval, Sydney Zuschauer: 10.807 Schiedsrichter: Mark Oaten |

## Runde 3
| 18. Februar | St. George Illawarra Dragons | 0 : 24 | Canterbury-Bankstown Bulldogs | Sydney Football Stadium, Sydney Zuschauer: 16.163 Schiedsrichter: Sean Hampstead |
| 18. Februar | Bericht                      |        |                               | Sydney Football Stadium, Sydney Zuschauer: 16.163 Schiedsrichter: Sean Hampstead |

| 19. Februar | Canberra Raiders | 16 : 12 | Melbourne Storm | Bruce Stadium, Canberra Zuschauer: 13.337 Schiedsrichter: Mark Oaten |
| 19. Februar | Bericht          |         |                 | Bruce Stadium, Canberra Zuschauer: 13.337 Schiedsrichter: Mark Oaten |

| 19. Februar | Parramatta Eels | 19 : 18 | Cronulla-Sutherland Sharks | Parramatta Stadium, Sydney Zuschauer: 13.243 Schiedsrichter: Paul Simpkins |
| 19. Februar | Bericht         |         |                            | Parramatta Stadium, Sydney Zuschauer: 13.243 Schiedsrichter: Paul Simpkins |

| 19. Februar | Sydney Roosters | 32 : 12 | North Queensland Cowboys | Sydney Football Stadium, Sydney Zuschauer: 5.820 Schiedsrichter: Steve Clark |
| 19. Februar | Bericht         |         |                          | Sydney Football Stadium, Sydney Zuschauer: 5.820 Schiedsrichter: Steve Clark |

| 20. Februar | Auckland Warriors | 10 : 28 | Brisbane Broncos | Mount Smart Stadium, Auckland Zuschauer: 17.505 Schiedsrichter: Bill Harrigan |
| 20. Februar | Bericht           |         |                  | Mount Smart Stadium, Auckland Zuschauer: 17.505 Schiedsrichter: Bill Harrigan |

| 20. Februar | Newcastle Knights | 46 : 8 | Wests Tigers | Hunter Stadium, Newcastle Zuschauer: 21.304 Schiedsrichter: Tim Mander |
| 20. Februar | Bericht           |        |              | Hunter Stadium, Newcastle Zuschauer: 21.304 Schiedsrichter: Tim Mander |

| 21. Februar | Northern Eagles | 27 : 16 | Penrith Panthers | Brookvale Oval, Sydney Zuschauer: 14.000 Schiedsrichter: Moghseen Jadwat |
| 21. Februar | Bericht         |         |                  | Brookvale Oval, Sydney Zuschauer: 14.000 Schiedsrichter: Moghseen Jadwat |

## Runde 4
| 25. Februar | Sydney Roosters | 12 : 32 | Canterbury-Bankstown Bulldogs | Sydney Football Stadium, Sydney Zuschauer: 14.326 Schiedsrichter: Bill Harrigan |
| 25. Februar | Bericht         |         |                               | Sydney Football Stadium, Sydney Zuschauer: 14.326 Schiedsrichter: Bill Harrigan |

| 26. Februar | Auckland Warriors | 18 : 18 | Newcastle Knights | Mount Smart Stadium, Auckland Zuschauer: 12.560 Schiedsrichter: Paul Simpkins |
| 26. Februar | Bericht           |         |                   | Mount Smart Stadium, Auckland Zuschauer: 12.560 Schiedsrichter: Paul Simpkins |

| 26. Februar | Northern Eagles | 21 : 20 | St. George Illawarra Dragons | Central Coast Stadium, Gosford Zuschauer: 19.092 Schiedsrichter: Tim Mander |
| 26. Februar | Bericht         |         |                              | Central Coast Stadium, Gosford Zuschauer: 19.092 Schiedsrichter: Tim Mander |

| 26. Februar | Cronulla-Sutherland Sharks | 14 : 18 | Brisbane Broncos | Endeavour Field, Sydney Zuschauer: 15.969 Schiedsrichter: Steve Clark |
| 26. Februar | Bericht                    |         |                  | Endeavour Field, Sydney Zuschauer: 15.969 Schiedsrichter: Steve Clark |

| 27. Februar | Penrith Panthers | 30 : 22 | Melbourne Storm | Penrith Park, Sydney Zuschauer: 11.132 Schiedsrichter: Sean Hampstead |
| 27. Februar | Bericht          |         |                 | Penrith Park, Sydney Zuschauer: 11.132 Schiedsrichter: Sean Hampstead |

| 27. Februar | Wests Tigers | 18 : 10 | Canberra Raiders | Leichhardt Oval, Sydney Zuschauer: 9.271 Schiedsrichter: Moghseen Jadwat |
| 27. Februar | Bericht      |         |                  | Leichhardt Oval, Sydney Zuschauer: 9.271 Schiedsrichter: Moghseen Jadwat |

| 28. Februar | Parramatta Eels | 18 : 26 | North Queensland Cowboys | Parramatta Stadium, Sydney Zuschauer: 10.110 Schiedsrichter: Mark Oaten |
| 28. Februar | Bericht         |         |                          | Parramatta Stadium, Sydney Zuschauer: 10.110 Schiedsrichter: Mark Oaten |

## Runde 5
| 3. März | Melbourne Storm | 70 : 10 | St. George Illawarra Dragons | Melbourne Cricket Ground, Melbourne Zuschauer: 23.239 Schiedsrichter: Bill Harrigan |
| 3. März | Bericht         |         |                              | Melbourne Cricket Ground, Melbourne Zuschauer: 23.239 Schiedsrichter: Bill Harrigan |

| 4. März | Brisbane Broncos | 20 : 14 | Newcastle Knights | Queen Elizabeth II Stadium, Brisbane Zuschauer: 27.146 Schiedsrichter: Tim Mander |
| 4. März | Bericht          |         |                   | Queen Elizabeth II Stadium, Brisbane Zuschauer: 27.146 Schiedsrichter: Tim Mander |

| 4. März | Canterbury-Bankstown Bulldogs | 22 : 12 | Parramatta Eels | Stadium Australia, Sydney Zuschauer: 19.081 Schiedsrichter: Steve Clark |
| 4. März | Bericht                       |         |                 | Stadium Australia, Sydney Zuschauer: 19.081 Schiedsrichter: Steve Clark |

| 4. März | North Queensland Cowboys | 12 : 26 | Cronulla-Sutherland Sharks | Willows Sports Complex, Townsville Zuschauer: 15.890 Schiedsrichter: Kelvin Jeffes |
| 4. März | Bericht                  |         |                            | Willows Sports Complex, Townsville Zuschauer: 15.890 Schiedsrichter: Kelvin Jeffes |

| 5. März | Sydney Roosters | 22 : 2 | Northern Eagles | Sydney Football Stadium, Sydney Zuschauer: 8.373 Schiedsrichter: Mark Oaten |
| 5. März | Bericht         |        |                 | Sydney Football Stadium, Sydney Zuschauer: 8.373 Schiedsrichter: Mark Oaten |

| 5. März | Wests Tigers | 22 : 10 | Penrith Panthers | Leichhardt Oval, Sydney Zuschauer: 8.853 Schiedsrichter: Mark Oaten |
| 5. März | Bericht      |         |                  | Leichhardt Oval, Sydney Zuschauer: 8.853 Schiedsrichter: Mark Oaten |

| 6. März | Canberra Raiders | 56 : 12 | Auckland Warriors | Bruce Stadium, Canberra Zuschauer: 8.170 Schiedsrichter: Sean Hampstead |
| 6. März | Bericht          |         |                   | Bruce Stadium, Canberra Zuschauer: 8.170 Schiedsrichter: Sean Hampstead |

## Runde 6
| 10. März | Melbourne Storm | 42 : 10 | Sydney Roosters | Olympic Park Stadium, Melbourne Zuschauer: 14.032 Schiedsrichter: Tim Mander |
| 10. März | Bericht         |         |                 | Olympic Park Stadium, Melbourne Zuschauer: 14.032 Schiedsrichter: Tim Mander |

| 11. März | North Queensland Cowboys | 8 : 50 | Brisbane Broncos | Willows Sports Complex, Townsville Zuschauer: 27.643 Schiedsrichter: Bill Harrigan |
| 11. März | Bericht                  |        |                  | Willows Sports Complex, Townsville Zuschauer: 27.643 Schiedsrichter: Bill Harrigan |

| 11. März | Parramatta Eels | 16 : 14 | Northern Eagles | Parramatta Stadium, Sydney Zuschauer: 11.148 Schiedsrichter: Sean Hampstead |
| 11. März | Bericht         |         |                 | Parramatta Stadium, Sydney Zuschauer: 11.148 Schiedsrichter: Sean Hampstead |

| 11. März | Penrith Panthers | 31 : 24 | Auckland Warriors | Penrith Park, Sydney Zuschauer: 9.305 Schiedsrichter: Moghseen Jadwat |
| 11. März | Bericht          |         |                   | Penrith Park, Sydney Zuschauer: 9.305 Schiedsrichter: Moghseen Jadwat |

| 12. März | Newcastle Knights | 40 : 10 | Canberra Raiders | Hunter Stadium, Newcastle Zuschauer: 18.443 Schiedsrichter: Steve Clark |
| 12. März | Bericht           |         |                  | Hunter Stadium, Newcastle Zuschauer: 18.443 Schiedsrichter: Steve Clark |

| 12. März | St. George Illawarra Dragons | 9 : 15 | Wests Tigers | Wollongong Showground, Wollongong Zuschauer: 12.021 Schiedsrichter: Paul Simpkins |
| 12. März | Bericht                      |        |              | Wollongong Showground, Wollongong Zuschauer: 12.021 Schiedsrichter: Paul Simpkins |

| 13. März | Cronulla-Sutherland Sharks | 14 : 4 | Canterbury-Bankstown Bulldogs | Endeavour Field, Sydney Zuschauer: 11.500 Schiedsrichter: Mark Oaten |
| 13. März | Bericht                    |        |                               | Endeavour Field, Sydney Zuschauer: 11.500 Schiedsrichter: Mark Oaten |

## Runde 7
| 17. März | Brisbane Broncos | 14 : 6 | Canberra Raiders | Queen Elizabeth II Stadium, Brisbane Zuschauer: 27.506 Schiedsrichter: Sean Hampstead |
| 17. März | Bericht          |        |                  | Queen Elizabeth II Stadium, Brisbane Zuschauer: 27.506 Schiedsrichter: Sean Hampstead |

| 18. März | Auckland Warriors | 8 : 36 | St. George Illawarra Dragons | Mount Smart Stadium, Auckland Zuschauer: 11.217 Schiedsrichter: Mark Oaten |
| 18. März | Bericht           |        |                              | Mount Smart Stadium, Auckland Zuschauer: 11.217 Schiedsrichter: Mark Oaten |

| 18. März | Melbourne Storm | 16 : 12 | Parramatta Eels | Olympic Park Stadium, Melbourne Zuschauer: 15.684 Schiedsrichter: Kelvin Jeffes |
| 18. März | Bericht         |         |                 | Olympic Park Stadium, Melbourne Zuschauer: 15.684 Schiedsrichter: Kelvin Jeffes |

| 18. März | Northern Eagles | 30 : 2 | Cronulla-Sutherland Sharks | Brookvale Oval, Sydney Zuschauer: 12.228 Schiedsrichter: Tim Mander |
| 18. März | Bericht         |        |                            | Brookvale Oval, Sydney Zuschauer: 12.228 Schiedsrichter: Tim Mander |

| 19. März | Canterbury-Bankstown Bulldogs | 8 : 18 | North Queensland Cowboys | Stadium Australia, Sydney Zuschauer: 6.572 Schiedsrichter: Paul Simpkins |
| 19. März | Bericht                       |        |                          | Stadium Australia, Sydney Zuschauer: 6.572 Schiedsrichter: Paul Simpkins |

| 19. März | Penrith Panthers | 10 : 30 | Newcastle Knights | Penrith Park, Sydney Zuschauer: 12.154 Schiedsrichter: Bill Harrigan |
| 19. März | Bericht          |         |                   | Penrith Park, Sydney Zuschauer: 12.154 Schiedsrichter: Bill Harrigan |

| 19. März | Sydney Roosters | 35 : 6 | Wests Tigers | Sydney Football Stadium, Sydney Zuschauer: 13.519 Schiedsrichter: Steve Clark |
| 19. März | Bericht         |        |              | Sydney Football Stadium, Sydney Zuschauer: 13.519 Schiedsrichter: Steve Clark |

## Runde 8
| 24. März | Newcastle Knights | 18 : 25 | St. George Illawarra Dragons | Hunter Stadium, Newcastle Zuschauer: 12.842 Schiedsrichter: Sean Hampstead |
| 24. März | Bericht           |         |                              | Hunter Stadium, Newcastle Zuschauer: 12.842 Schiedsrichter: Sean Hampstead |

| 25. März | Canberra Raiders | 30 : 6 | Penrith Panthers | Bruce Stadium, Canberra Zuschauer: 11.044 Schiedsrichter: Paul Simpkins |
| 25. März | Bericht          |        |                  | Bruce Stadium, Canberra Zuschauer: 11.044 Schiedsrichter: Paul Simpkins |

| 25. März | North Queensland Cowboys | 50 : 10 | Northern Eagles | Willows Sports Complex, Townsville Zuschauer: 13.164 Schiedsrichter: Mark Oaten |
| 25. März | Bericht                  |         |                 | Willows Sports Complex, Townsville Zuschauer: 13.164 Schiedsrichter: Mark Oaten |

| 25. März | Cronulla-Sutherland Sharks | 26 : 14 | Melbourne Storm | Endeavour Field, Sydney Zuschauer: 15.181 Schiedsrichter: Bill Harrigan |
| 25. März | Bericht                    |         |                 | Endeavour Field, Sydney Zuschauer: 15.181 Schiedsrichter: Bill Harrigan |

| 26. März | Auckland Warriors | 26 : 22 | Sydney Roosters | Mount Smart Stadium, Auckland Zuschauer: 11.125 Schiedsrichter: Tony Archer |
| 26. März | Bericht           |         |                 | Mount Smart Stadium, Auckland Zuschauer: 11.125 Schiedsrichter: Tony Archer |

| 26. März | Brisbane Broncos | 24 : 14 | Canterbury-Bankstown Bulldogs | Queen Elizabeth II Stadium, Brisbane Zuschauer: 21.815 Schiedsrichter: Steve Clark |
| 26. März | Bericht          |         |                               | Queen Elizabeth II Stadium, Brisbane Zuschauer: 21.815 Schiedsrichter: Steve Clark |

| 26. März | Wests Tigers | 14 : 14 | Parramatta Eels | Leichhardt Oval, Sydney Zuschauer: 14.708 Schiedsrichter: Tim Mander |
| 26. März | Bericht      |         |                 | Leichhardt Oval, Sydney Zuschauer: 14.708 Schiedsrichter: Tim Mander |

## Runde 9
| 31. März | Penrith Panthers | 18 : 2 | Brisbane Broncos | Penrith Park, Sydney Zuschauer: 15.290 Schiedsrichter: Mark Oaten |
| 31. März | Bericht          |        |                  | Penrith Park, Sydney Zuschauer: 15.290 Schiedsrichter: Mark Oaten |

| 1. April | Melbourne Storm | 28 : 6 | North Queensland Cowboys | Olympic Park Stadium, Melbourne Zuschauer: 13.697 Schiedsrichter: Moghseen Jadwat |
| 1. April | Bericht         |        |                          | Olympic Park Stadium, Melbourne Zuschauer: 13.697 Schiedsrichter: Moghseen Jadwat |

| 1. April | Parramatta Eels | 24 : 22 | Auckland Warriors | Parramatta Stadium, Sydney Zuschauer: 12.026 Schiedsrichter: Paul Simpkins |
| 1. April | Bericht         |         |                   | Parramatta Stadium, Sydney Zuschauer: 12.026 Schiedsrichter: Paul Simpkins |

| 1. April | Cronulla-Sutherland Sharks | 12 : 16 | Wests Tigers | Endeavour Field, Sydney Zuschauer: 13.137 Schiedsrichter: Steve Clark |
| 1. April | Bericht                    |         |              | Endeavour Field, Sydney Zuschauer: 13.137 Schiedsrichter: Steve Clark |

| 2. April | Canterbury-Bankstown Bulldogs | 22 : 14 | Northern Eagles | Stadium Australia, Sydney Zuschauer: 10.116 Schiedsrichter: Bill Harrigan |
| 2. April | Bericht                       |         |                 | Stadium Australia, Sydney Zuschauer: 10.116 Schiedsrichter: Bill Harrigan |

| 2. April | St. George Illawarra Dragons | 24 : 18 | Canberra Raiders | Sydney Football Stadium, Sydney Zuschauer: 9.812 Schiedsrichter: Sean Hampstead |
| 2. April | Bericht                      |         |                  | Sydney Football Stadium, Sydney Zuschauer: 9.812 Schiedsrichter: Sean Hampstead |

| 3. April | Sydney Roosters | 20 : 18 | Newcastle Knights | Sydney Football Stadium, Sydney Zuschauer: 13.055 Schiedsrichter: Tim Mander |
| 3. April | Bericht         |         |                   | Sydney Football Stadium, Sydney Zuschauer: 13.055 Schiedsrichter: Tim Mander |

## Runde 10
| 7. April | Brisbane Broncos | 18 : 18 | Melbourne Storm | Queen Elizabeth II Stadium, Brisbane Zuschauer: 29.849 Schiedsrichter: Bill Harrigan |
| 7. April | Bericht          |         |                 | Queen Elizabeth II Stadium, Brisbane Zuschauer: 29.849 Schiedsrichter: Bill Harrigan |

| 8. April | Canterbury-Bankstown Bulldogs | 18 : 18 | Auckland Warriors | Stadium Australia, Sydney Zuschauer: 7.132 Schiedsrichter: Mark Oaten |
| 8. April | Bericht                       |         |                   | Stadium Australia, Sydney Zuschauer: 7.132 Schiedsrichter: Mark Oaten |

| 8. April | Northern Eagles | 10 : 18 | Wests Tigers | Grahame Park, Gosford Zuschauer: 19.882 Schiedsrichter: Sean Hampstead |
| 8. April | Bericht         |         |              | Grahame Park, Gosford Zuschauer: 19.882 Schiedsrichter: Sean Hampstead |

| 8. April | Parramatta Eels | 14 : 12 | Penrith Panthers | Parramatta Stadium, Sydney Zuschauer: 16.142 Schiedsrichter: Moghseen Jadwat |
| 8. April | Bericht         |         |                  | Parramatta Stadium, Sydney Zuschauer: 16.142 Schiedsrichter: Moghseen Jadwat |

| 9. April | Canberra Raiders | 24 : 18 | Cronulla-Sutherland Sharks | Bruce Stadium, Canberra Zuschauer: 12.612 Schiedsrichter: Tim Mander |
| 9. April | Bericht          |         |                            | Bruce Stadium, Canberra Zuschauer: 12.612 Schiedsrichter: Tim Mander |

| 9. April | Newcastle Knights | 28 : 6 | North Queensland Cowboys | Hunter Stadium, Newcastle Zuschauer: 19.210 Schiedsrichter: Paul Simpkins |
| 9. April | Bericht           |        |                          | Hunter Stadium, Newcastle Zuschauer: 19.210 Schiedsrichter: Paul Simpkins |

| 9. April | St. George Illawarra Dragons | 24 : 20 | Sydney Roosters | Wollongong Showground, Wollongong Zuschauer: 13.221 Schiedsrichter: Steve Clark |
| 9. April | Bericht                      |         |                 | Wollongong Showground, Wollongong Zuschauer: 13.221 Schiedsrichter: Steve Clark |

## Runde 11
| 14. April | Cronulla-Sutherland Sharks | 42 : 16 | Newcastle Knights | Endeavour Field, Sydney Zuschauer: 13.206 Schiedsrichter: Bill Harrigan |
| 14. April | Bericht                    |         |                   | Endeavour Field, Sydney Zuschauer: 13.206 Schiedsrichter: Bill Harrigan |

| 15. April | Melbourne Storm | 44 : 18 | Northern Eagles | Olympic Park Stadium, Melbourne Zuschauer: 14.574 Schiedsrichter: Sean Hampstead |
| 15. April | Bericht         |         |                 | Olympic Park Stadium, Melbourne Zuschauer: 14.574 Schiedsrichter: Sean Hampstead |

| 15. April | North Queensland Cowboys | 12 : 18 | Auckland Warriors | Willows Sports Complex, Townsville Zuschauer: 13.557 Schiedsrichter: Kelvin Jeffes |
| 15. April | Bericht                  |         |                   | Willows Sports Complex, Townsville Zuschauer: 13.557 Schiedsrichter: Kelvin Jeffes |

| 15. April | Penrith Panthers | 22 : 30 | Sydney Roosters | Penrith Park, Sydney Zuschauer: 10.579 Schiedsrichter: Paul Simpkins |
| 15. April | Bericht          |         |                 | Penrith Park, Sydney Zuschauer: 10.579 Schiedsrichter: Paul Simpkins |

| 16. April | Brisbane Broncos | 34 : 18 | St. George Illawarra Dragons | Queen Elizabeth II Stadium, Brisbane Zuschauer: 22.190 Schiedsrichter: Tim Mander |
| 16. April | Bericht          |         |                              | Queen Elizabeth II Stadium, Brisbane Zuschauer: 22.190 Schiedsrichter: Tim Mander |

| 16. April | Canberra Raiders | 2 : 14 | Parramatta Eels | Bruce Stadium, Canberra Zuschauer: 11.600 Schiedsrichter: Steve Clark |
| 16. April | Bericht          |        |                 | Bruce Stadium, Canberra Zuschauer: 11.600 Schiedsrichter: Steve Clark |

| 16. April | Wests Tigers | 14 : 22 | Canterbury-Bankstown Bulldogs | Campbelltown Stadium, Sydney Zuschauer: 18.119 Schiedsrichter: Moghseen Jadwat |
| 16. April | Bericht      |         |                               | Campbelltown Stadium, Sydney Zuschauer: 18.119 Schiedsrichter: Moghseen Jadwat |

## Runde 12
| 22. April | St. George Illawarra Dragons | 28 : 20 | Penrith Panthers | Sydney Football Stadium, Sydney Zuschauer: 8.849 Schiedsrichter: Sean Hampstead |
| 22. April | Bericht                      |         |                  | Sydney Football Stadium, Sydney Zuschauer: 8.849 Schiedsrichter: Sean Hampstead |

| 22. April | Wests Tigers | 8 : 18 | North Queensland Cowboys | Leichhardt Oval, Sydney Zuschauer: 7.517 Schiedsrichter: Paul Simpkins |
| 22. April | Bericht      |        |                          | Leichhardt Oval, Sydney Zuschauer: 7.517 Schiedsrichter: Paul Simpkins |

| 23. April | Newcastle Knights | 26 : 23 | Parramatta Eels | Hunter Stadium, Newcastle Zuschauer: 22.396 Schiedsrichter: Tim Mander |
| 23. April | Bericht           |         |                 | Hunter Stadium, Newcastle Zuschauer: 22.396 Schiedsrichter: Tim Mander |

| 23. April | Northern Eagles | 16 : 6 | Brisbane Broncos | Brookvale Oval, Sydney Zuschauer: 10.781 Schiedsrichter: Mark Oaten |
| 23. April | Bericht         |        |                  | Brookvale Oval, Sydney Zuschauer: 10.781 Schiedsrichter: Mark Oaten |

| 24. April | Auckland Warriors | 24 : 20 | Cronulla-Sutherland Sharks | Mount Smart Stadium, Auckland Zuschauer: 12.286 Schiedsrichter: Moghseen Jadwat |
| 24. April | Bericht           |         |                            | Mount Smart Stadium, Auckland Zuschauer: 12.286 Schiedsrichter: Moghseen Jadwat |

| 24. April | Sydney Roosters | 21 : 14 | Canberra Raiders | Sydney Football Stadium, Sydney Zuschauer: 11.664 Schiedsrichter: Bill Harrigan |
| 24. April | Bericht         |         |                  | Sydney Football Stadium, Sydney Zuschauer: 11.664 Schiedsrichter: Bill Harrigan |

| 25. April | Canterbury-Bankstown Bulldogs | 22 : 44 | Melbourne Storm | Stadium Australia, Sydney Zuschauer: 15.137 Schiedsrichter: Steve Clark |
| 25. April | Bericht                       |         |                 | Stadium Australia, Sydney Zuschauer: 15.137 Schiedsrichter: Steve Clark |

## Runde 13
| 28. April | Brisbane Broncos | 28 : 6 | Parramatta Eels | Queen Elizabeth II Stadium, Brisbane Zuschauer: 20.208 Schiedsrichter: Paul Simpkins |
| 28. April | Bericht          |        |                 | Queen Elizabeth II Stadium, Brisbane Zuschauer: 20.208 Schiedsrichter: Paul Simpkins |

| 29. April | Auckland Warriors | 4 : 30 | Wests Tigers | Mount Smart Stadium, Auckland Zuschauer: 12.560 Schiedsrichter: Tony Archer |
| 29. April | Bericht           |        |              | Mount Smart Stadium, Auckland Zuschauer: 12.560 Schiedsrichter: Tony Archer |

| 29. April | North Queensland Cowboys | 50 : 4 | St. George Illawarra Dragons | Willows Sports Complex, Townsville Zuschauer: 13.768 Schiedsrichter: Mark Oaten |
| 29. April | Bericht                  |        |                              | Willows Sports Complex, Townsville Zuschauer: 13.768 Schiedsrichter: Mark Oaten |

| 29. April | Northern Eagles | 18 : 16 | Canberra Raiders | Grahame Park, Gosford Zuschauer: 13.792 Schiedsrichter: Moghseen Jadwat |
| 29. April | Bericht         |         |                  | Grahame Park, Gosford Zuschauer: 13.792 Schiedsrichter: Moghseen Jadwat |

| 30. April | Melbourne Storm | 40 : 4 | Newcastle Knights | Olympic Park Stadium, Melbourne Zuschauer: 13.389 Schiedsrichter: Bill Harrigan |
| 30. April | Bericht         |        |                   | Olympic Park Stadium, Melbourne Zuschauer: 13.389 Schiedsrichter: Bill Harrigan |

| 30. April | Penrith Panthers | 12 : 16 | Canterbury-Bankstown Bulldogs | Penrith Stadium, Sydney Zuschauer: 11.684 Schiedsrichter: Tim Mander |
| 30. April | Bericht          |         |                               | Penrith Stadium, Sydney Zuschauer: 11.684 Schiedsrichter: Tim Mander |

| 30. April | Sydney Roosters | 16 : 14 | Cronulla-Sutherland Sharks | Sydney Football Stadium, Sydney Zuschauer: 12.236 Schiedsrichter: Steve Clark |
| 30. April | Bericht         |         |                            | Sydney Football Stadium, Sydney Zuschauer: 12.236 Schiedsrichter: Steve Clark |

## Runde 14
| 5. Mai | Parramatta Eels | 18 : 8 | Melbourne Storm | Parramatta Stadium, Sydney Zuschauer: 10.283 Schiedsrichter: Steve Clark |
| 5. Mai | Bericht         |        |                 | Parramatta Stadium, Sydney Zuschauer: 10.283 Schiedsrichter: Steve Clark |

| 6. Mai | North Queensland Cowboys | 12 : 32 | Canterbury-Bankstown Bulldogs | Willows Sports Complex, Townsville Zuschauer: 15.597 Schiedsrichter: Tony Archer |
| 6. Mai | Bericht                  |         |                               | Willows Sports Complex, Townsville Zuschauer: 15.597 Schiedsrichter: Tony Archer |

| 6. Mai | St. George Illawarra Dragons | 54 : 0 | Auckland Warriors | Wollongong Showground, Wollongong Zuschauer: 7.039 Schiedsrichter: Tim Mander |
| 6. Mai | Bericht                      |        |                   | Wollongong Showground, Wollongong Zuschauer: 7.039 Schiedsrichter: Tim Mander |

| 6. Mai | Cronulla-Sutherland Sharks | 28 : 8 | Northern Eagles | Endeavour Field, Sydney Zuschauer: 12.231 Schiedsrichter: Paul Simpkins |
| 6. Mai | Bericht                    |        |                 | Endeavour Field, Sydney Zuschauer: 12.231 Schiedsrichter: Paul Simpkins |

| 7. Mai | Newcastle Knights | 26 : 32 | Penrith Panthers | Hunter Stadium, Newcastle Zuschauer: 16.447 Schiedsrichter: Mark Oaten |
| 7. Mai | Bericht           |         |                  | Hunter Stadium, Newcastle Zuschauer: 16.447 Schiedsrichter: Mark Oaten |

| 7. Mai | Wests Tigers | 28 : 24 | Sydney Roosters | Campbelltown Stadium, Sydney Zuschauer: 12.255 Schiedsrichter: Moghseen Jadwat |
| 7. Mai | Bericht      |         |                 | Campbelltown Stadium, Sydney Zuschauer: 12.255 Schiedsrichter: Moghseen Jadwat |

| 8. Mai | Canberra Raiders | 16 : 14 | Brisbane Broncos | Bruce Stadium, Canberra Zuschauer: 12.552 Schiedsrichter: Sean Hampstead |
| 8. Mai | Bericht          |         |                  | Bruce Stadium, Canberra Zuschauer: 12.552 Schiedsrichter: Sean Hampstead |

## Runde 15
| 12. Mai | Melbourne Storm | 40 : 10 | Wests Tigers | Olympic Park Stadium, Melbourne Zuschauer: 14.230 Schiedsrichter: Paul Simpkins |
| 12. Mai | Bericht         |         |              | Olympic Park Stadium, Melbourne Zuschauer: 14.230 Schiedsrichter: Paul Simpkins |

| 13. Mai | Canterbury-Bankstown Bulldogs | 24 : 30 | Newcastle Knights | Stadium Australia, Sydney Zuschauer: 14.712 Schiedsrichter: Steve Clark |
| 13. Mai | Bericht                       |         |                   | Stadium Australia, Sydney Zuschauer: 14.712 Schiedsrichter: Steve Clark |

| 13. Mai | Canberra Raiders | 17 : 10 | North Queensland Cowboys | Bruce Stadium, Canberra Zuschauer: 7.110 Schiedsrichter: Mark Oaten |
| 13. Mai | Bericht          |         |                          | Bruce Stadium, Canberra Zuschauer: 7.110 Schiedsrichter: Mark Oaten |

| 13. Mai | Northern Eagles | 14 : 18 | Auckland Warriors | Brookvale Oval, Sydney Zuschauer: 6.106 Schiedsrichter: Moghseen Jadwat |
| 13. Mai | Bericht         |         |                   | Brookvale Oval, Sydney Zuschauer: 6.106 Schiedsrichter: Moghseen Jadwat |

| 14. Mai | Brisbane Broncos | 40 : 14 | Sydney Roosters | Queen Elizabeth II Stadium, Brisbane Zuschauer: 15.577 Schiedsrichter: Tim Mander |
| 14. Mai | Bericht          |         |                 | Queen Elizabeth II Stadium, Brisbane Zuschauer: 15.577 Schiedsrichter: Tim Mander |

| 14. Mai | Parramatta Eels | 30 : 24 | St. George Illawarra Dragons | Parramatta Stadium, Sydney Zuschauer: 14.135 Schiedsrichter: Bill Harrigan |
| 14. Mai | Bericht         |         |                              | Parramatta Stadium, Sydney Zuschauer: 14.135 Schiedsrichter: Bill Harrigan |

| 14. Mai | Cronulla-Sutherland Sharks | 26 : 28 | Penrith Panthers | Endeavour Field, Sydney Zuschauer: 8.736 Schiedsrichter: Sean Hampstead |
| 14. Mai | Bericht                    |         |                  | Endeavour Field, Sydney Zuschauer: 8.736 Schiedsrichter: Sean Hampstead |

## Runde 16
| 19. Mai | Penrith Panthers | 16 : 14 | Parramatta Eels | Penrith Park, Sydney Zuschauer: 18.371 Schiedsrichter: Steve Clark |
| 19. Mai | Bericht          |         |                 | Penrith Park, Sydney Zuschauer: 18.371 Schiedsrichter: Steve Clark |

| 20. Mai | Auckland Warriors | 24 : 12 | Canterbury-Bankstown Bulldogs | Mount Smart Stadium, Auckland Zuschauer: 11.000 Schiedsrichter: Mark Oaten |
| 20. Mai | Bericht           |         |                               | Mount Smart Stadium, Auckland Zuschauer: 11.000 Schiedsrichter: Mark Oaten |

| 20. Mai | Cronulla-Sutherland Sharks | 26 : 18 | Canberra Raiders | Endeavour Field, Sydney Zuschauer: 11.432 Schiedsrichter: Tim Mander |
| 20. Mai | Bericht                    |         |                  | Endeavour Field, Sydney Zuschauer: 11.432 Schiedsrichter: Tim Mander |

| 20. Mai | Sydney Roosters | 32 : 24 | St. George Illawarra Dragons | Sydney Football Stadium, Sydney Zuschauer: 13.285 Schiedsrichter: Sean Hampstead |
| 20. Mai | Bericht         |         |                              | Sydney Football Stadium, Sydney Zuschauer: 13.285 Schiedsrichter: Sean Hampstead |

| 21. Mai | Melbourne Storm | 16 : 12 | Brisbane Broncos | Olympic Park Stadium, Melbourne Zuschauer: 14.054 Schiedsrichter: Moghseen Jadwat |
| 21. Mai | Bericht         |         |                  | Olympic Park Stadium, Melbourne Zuschauer: 14.054 Schiedsrichter: Moghseen Jadwat |

| 21. Mai | North Queensland Cowboys | 10 : 18 | Newcastle Knights | Willows Sports Complex, Townsville Zuschauer: 15.738 Schiedsrichter: Paul Simpkins |
| 21. Mai | Bericht                  |         |                   | Willows Sports Complex, Townsville Zuschauer: 15.738 Schiedsrichter: Paul Simpkins |

| 21. Mai | Wests Tigers | 36 : 18 | Northern Eagles | Leichhardt Oval, Sydney Zuschauer: 11.346 Schiedsrichter: Tony Archer |
| 21. Mai | Bericht      |         |                 | Leichhardt Oval, Sydney Zuschauer: 11.346 Schiedsrichter: Tony Archer |

## Runde 17
| 26. Mai | Brisbane Broncos | 32 : 4 | Cronulla-Sutherland Sharks | Queen Elizabeth II Stadium, Brisbane Zuschauer: 19.665 Schiedsrichter: Steve Clark |
| 26. Mai | Bericht          |        |                            | Queen Elizabeth II Stadium, Brisbane Zuschauer: 19.665 Schiedsrichter: Steve Clark |

| 27. Mai | Melbourne Storm | 20 : 23 | Penrith Panthers | Olympic Park Stadium, Melbourne Zuschauer: 11.156 Schiedsrichter: Bill Harrigan |
| 27. Mai | Bericht         |         |                  | Olympic Park Stadium, Melbourne Zuschauer: 11.156 Schiedsrichter: Bill Harrigan |

| 27. Mai | Newcastle Knights | 30 : 12 | Auckland Warriors | Hunter Stadium, Newcastle Zuschauer: 13.954 Schiedsrichter: Tim Mander |
| 27. Mai | Bericht           |         |                   | Hunter Stadium, Newcastle Zuschauer: 13.954 Schiedsrichter: Tim Mander |

| 27. Mai | North Queensland Cowboys | 6 : 20 | Parramatta Eels | Willows Sports Complex, Townsville Zuschauer: 12.657 Schiedsrichter: Moghseen Jadwat |
| 27. Mai | Bericht                  |        |                 | Willows Sports Complex, Townsville Zuschauer: 12.657 Schiedsrichter: Moghseen Jadwat |

| 28. Mai | Canterbury-Bankstown Bulldogs | 22 : 16 | Sydney Roosters | Stadium Australia, Sydney Zuschauer: 11.247 Schiedsrichter: Sean Hampstead |
| 28. Mai | Bericht                       |         |                 | Stadium Australia, Sydney Zuschauer: 11.247 Schiedsrichter: Sean Hampstead |

| 28. Mai | Canberra Raiders | 24 : 22 | Wests Tigers | Bruce Stadium, Canberra Zuschauer: 7.384 Schiedsrichter: Paul Simpkins |
| 28. Mai | Bericht          |         |              | Bruce Stadium, Canberra Zuschauer: 7.384 Schiedsrichter: Paul Simpkins |

| 28. Mai | St. George Illawarra Dragons | 12 : 22 | Northern Eagles | Sydney Football Stadium, Sydney Zuschauer: 7.693 Schiedsrichter: Mark Oaten |
| 28. Mai | Bericht                      |         |                 | Sydney Football Stadium, Sydney Zuschauer: 7.693 Schiedsrichter: Mark Oaten |

## Runde 18
| 2. Juni | Parramatta Eels | 25 : 12 | Canterbury-Bankstown Bulldogs | Parramatta Stadium, Sydney Zuschauer: 17.130 Schiedsrichter: Tim Mander |
| 2. Juni | Bericht         |         |                               | Parramatta Stadium, Sydney Zuschauer: 17.130 Schiedsrichter: Tim Mander |

| 3. Juni | Auckland Warriors | 6 : 13 | Canberra Raiders | Mount Smart Stadium, Auckland Zuschauer: 9.500 Schiedsrichter: Moghseen Jadwat |
| 3. Juni | Bericht           |        |                  | Mount Smart Stadium, Auckland Zuschauer: 9.500 Schiedsrichter: Moghseen Jadwat |

| 3. Juni | Cronulla-Sutherland Sharks | 42 : 6 | North Queensland Cowboys | Endeavour Field, Sydney Zuschauer: 11.101 Schiedsrichter: Mark Oaten |
| 3. Juni | Bericht                    |        |                          | Endeavour Field, Sydney Zuschauer: 11.101 Schiedsrichter: Mark Oaten |

| 4. Juni | Newcastle Knights | 26 : 22 | Brisbane Broncos | Hunter Stadium, Newcastle Zuschauer: 21.512 Schiedsrichter: Sean Hampstead |
| 4. Juni | Bericht           |         |                  | Hunter Stadium, Newcastle Zuschauer: 21.512 Schiedsrichter: Sean Hampstead |

| 4. Juni | Northern Eagles | 20 : 22 | Sydney Roosters | Grahame Park, Gosford Zuschauer: 14.353 Schiedsrichter: Tony Archer |
| 4. Juni | Bericht         |         |                 | Grahame Park, Gosford Zuschauer: 14.353 Schiedsrichter: Tony Archer |

| 4. Juni | Penrith Panthers | 32 : 31 | Wests Tigers | Penrith Park, Sydney Zuschauer: 16.498 Schiedsrichter: Steve Clark |
| 4. Juni | Bericht          |         |              | Penrith Park, Sydney Zuschauer: 16.498 Schiedsrichter: Steve Clark |

| 4. Juni | St. George Illawarra Dragons | 50 : 4 | Melbourne Storm | Wollongong Showground, Wollongong Zuschauer: 10.141 Schiedsrichter: Paul Simpkins |
| 4. Juni | Bericht                      |        |                 | Wollongong Showground, Wollongong Zuschauer: 10.141 Schiedsrichter: Paul Simpkins |

## Runde 19
| 9. Juni | Wests Tigers | 24 : 36 | St. George Illawarra Dragons | Campbelltown Stadium, Sydney Zuschauer: 15.263 Schiedsrichter: Tim Mander |
| 9. Juni | Bericht      |         |                              | Campbelltown Stadium, Sydney Zuschauer: 15.263 Schiedsrichter: Tim Mander |

| 10. Juni | Auckland Warriors | 20 : 24 | Penrith Panthers | Mount Smart Stadium, Auckland Zuschauer: 10.305 Schiedsrichter: Sean Hampstead |
| 10. Juni | Bericht           |         |                  | Mount Smart Stadium, Auckland Zuschauer: 10.305 Schiedsrichter: Sean Hampstead |

| 10. Juni | Brisbane Broncos | 26 : 16 | North Queensland Cowboys | Queen Elizabeth II Stadium, Brisbane Zuschauer: 10.455 Schiedsrichter: Tony Archer |
| 10. Juni | Bericht          |         |                          | Queen Elizabeth II Stadium, Brisbane Zuschauer: 10.455 Schiedsrichter: Tony Archer |

| 11. Juni | Canberra Raiders | 32 : 24 | Newcastle Knights | Bruce Stadium, Canberra Zuschauer: 12.122 Schiedsrichter: Bill Harrigan |
| 11. Juni | Bericht          |         |                   | Bruce Stadium, Canberra Zuschauer: 12.122 Schiedsrichter: Bill Harrigan |

| 11. Juni | Northern Eagles | 12 : 24 | Parramatta Eels | Brookvale Oval, Sydney Zuschauer: 9.961 Schiedsrichter: Mark Oaten |
| 11. Juni | Bericht         |         |                 | Brookvale Oval, Sydney Zuschauer: 9.961 Schiedsrichter: Mark Oaten |

| 11. Juni | Sydney Roosters | 41 : 6 | Melbourne Storm | Sydney Football Stadium, Sydney Zuschauer: 10.772 Schiedsrichter: Steve Clark |
| 11. Juni | Bericht         |        |                 | Sydney Football Stadium, Sydney Zuschauer: 10.772 Schiedsrichter: Steve Clark |

| 12. Juni | Canterbury-Bankstown Bulldogs | 14 : 26 | Cronulla-Sutherland Sharks | Stadium Australia, Sydney Zuschauer: 13.269 Schiedsrichter: Paul Simpkins |
| 12. Juni | Bericht                       |         |                            | Stadium Australia, Sydney Zuschauer: 13.269 Schiedsrichter: Paul Simpkins |

## Runde 20
| 16. Juni | Parramatta Eels | 0 : 26 | Sydney Roosters | Parramatta Stadium, Sydney Zuschauer: 16.215 Schiedsrichter: Bill Harrigan |
| 16. Juni | Bericht         |        |                 | Parramatta Stadium, Sydney Zuschauer: 16.215 Schiedsrichter: Bill Harrigan |

| 17. Juni | Canterbury-Bankstown Bulldogs | 14 : 16 | Canberra Raiders | Stadium Australia, Sydney Zuschauer: 10.117 Schiedsrichter: Tim Mander |
| 17. Juni | Bericht                       |         |                  | Stadium Australia, Sydney Zuschauer: 10.117 Schiedsrichter: Tim Mander |

| 17. Juni | Newcastle Knights | 52 : 20 | Northern Eagles | Hunter Stadium, Newcastle Zuschauer: 16.543 Schiedsrichter: Tony Archer |
| 17. Juni | Bericht           |         |                 | Hunter Stadium, Newcastle Zuschauer: 16.543 Schiedsrichter: Tony Archer |

| 17. Juni | North Queensland Cowboys | 28 : 12 | Penrith Panthers | Willows Sports Complex, Townsville Zuschauer: 10.851 Schiedsrichter: Sean Hampstead |
| 17. Juni | Bericht                  |         |                  | Willows Sports Complex, Townsville Zuschauer: 10.851 Schiedsrichter: Sean Hampstead |

| 18. Juni | Brisbane Broncos | 56 : 12 | Wests Tigers | Queen Elizabeth II Stadium, Brisbane Zuschauer: 19.953 Schiedsrichter: Paul Simpkins |
| 18. Juni | Bericht          |         |              | Queen Elizabeth II Stadium, Brisbane Zuschauer: 19.953 Schiedsrichter: Paul Simpkins |

| 18. Juni | Melbourne Storm | 56 : 10 | Auckland Warriors | Olympic Park Stadium, Melbourne Zuschauer: 13.028 Schiedsrichter: Mark Oaten |
| 18. Juni | Bericht         |         |                   | Olympic Park Stadium, Melbourne Zuschauer: 13.028 Schiedsrichter: Mark Oaten |

| 18. Juni | Cronulla-Sutherland Sharks | 40 : 10 | St. George Illawarra Dragons | Endeavour Field, Sydney Zuschauer: 19.507 Schiedsrichter: Steve Clark |
| 18. Juni | Bericht                    |         |                              | Endeavour Field, Sydney Zuschauer: 19.507 Schiedsrichter: Steve Clark |

## Runde 21
| 24. Juni | Canterbury-Bankstown Bulldogs | 18 : 48 | Brisbane Broncos | Stadium Australia, Sydney Zuschauer: 12.214 Schiedsrichter: Sean Hampstead |
| 24. Juni | Bericht                       |         |                  | Stadium Australia, Sydney Zuschauer: 12.214 Schiedsrichter: Sean Hampstead |

| 24. Juni | Melbourne Storm | 22 : 16 | Cronulla-Sutherland Sharks | Melbourne Cricket Ground, Melbourne Zuschauer: 15.535 Schiedsrichter: Tim Mander |
| 24. Juni | Bericht         |         |                            | Melbourne Cricket Ground, Melbourne Zuschauer: 15.535 Schiedsrichter: Tim Mander |

| 24. Juni | Penrith Panthers | 36 : 14 | Canberra Raiders | Penrith Park, Sydney Zuschauer: 15.240 Schiedsrichter: Paul Simpkins |
| 24. Juni | Bericht          |         |                  | Penrith Park, Sydney Zuschauer: 15.240 Schiedsrichter: Paul Simpkins |

| 24. Juni | Sydney Roosters | 36 : 4 | Auckland Warriors | Sydney Football Stadium, Sydney Zuschauer: 7.286 Schiedsrichter: Mark Oaten |
| 24. Juni | Bericht         |        |                   | Sydney Football Stadium, Sydney Zuschauer: 7.286 Schiedsrichter: Mark Oaten |

| 25. Juni | Northern Eagles | 24 : 12 | North Queensland Cowboys | Grahame Park, Gosford Zuschauer: 8.206 Schiedsrichter: Tony Archer |
| 25. Juni | Bericht         |         |                          | Grahame Park, Gosford Zuschauer: 8.206 Schiedsrichter: Tony Archer |

| 25. Juni | Parramatta Eels | 16 : 18 | Wests Tigers | Parramatta Stadium, Sydney Zuschauer: 20.162 Schiedsrichter: Steve Clark |
| 25. Juni | Bericht         |         |              | Parramatta Stadium, Sydney Zuschauer: 20.162 Schiedsrichter: Steve Clark |

| 25. Juni | St. George Illawarra Dragons | 36 : 24 | Newcastle Knights | Sydney Football Stadium, Sydney Zuschauer: 13.270 Schiedsrichter: Bill Harrigan |
| 25. Juni | Bericht                      |         |                   | Sydney Football Stadium, Sydney Zuschauer: 13.270 Schiedsrichter: Bill Harrigan |

## Runde 22
| 30. Juni | Auckland Warriors | 10 : 11 | Parramatta Eels | Mount Smart Stadium, Auckland Zuschauer: 9.220 Schiedsrichter: Mark Oaten |
| 30. Juni | Bericht           |         |                 | Mount Smart Stadium, Auckland Zuschauer: 9.220 Schiedsrichter: Mark Oaten |

| 30. Juni | Newcastle Knights | 46 : 12 | Sydney Roosters | Hunter Stadium, Newcastle Zuschauer: 15.394 Schiedsrichter: Paul Simpkins |
| 30. Juni | Bericht           |         |                 | Hunter Stadium, Newcastle Zuschauer: 15.394 Schiedsrichter: Paul Simpkins |

| 1. Juli | Canberra Raiders | 20 : 30 | St. George Illawarra Dragons | Bruce Stadium, Canberra Zuschauer: 14.171 Schiedsrichter: Steve Clark |
| 1. Juli | Bericht          |         |                              | Bruce Stadium, Canberra Zuschauer: 14.171 Schiedsrichter: Steve Clark |

| 1. Juli | North Queensland Cowboys | 22 : 26 | Melbourne Storm | Willows Sports Complex, Townsville Zuschauer: 17.192 Schiedsrichter: Moghseen Jadwat |
| 1. Juli | Bericht                  |         |                 | Willows Sports Complex, Townsville Zuschauer: 17.192 Schiedsrichter: Moghseen Jadwat |

| 1. Juli | Wests Tigers | 24 : 22 | Cronulla-Sutherland Sharks | Leichhardt Oval, Sydney Zuschauer: 12.719 Schiedsrichter: Bill Harrigan |
| 1. Juli | Bericht      |         |                            | Leichhardt Oval, Sydney Zuschauer: 12.719 Schiedsrichter: Bill Harrigan |

| 2. Juli | Brisbane Broncos | 48 : 6 | Penrith Panthers | Queen Elizabeth II Stadium, Brisbane Zuschauer: 24.912 Schiedsrichter: Tim Mander |
| 2. Juli | Bericht          |        |                  | Queen Elizabeth II Stadium, Brisbane Zuschauer: 24.912 Schiedsrichter: Tim Mander |

| 2. Juli | Northern Eagles | 30 : 22 | Canterbury-Bankstown Bulldogs | Brookvale Oval, Sydney Zuschauer: 6.899 Schiedsrichter: Mark Oaten |
| 2. Juli | Bericht         |         |                               | Brookvale Oval, Sydney Zuschauer: 6.899 Schiedsrichter: Mark Oaten |

## Runde 23
| 7. Juli | Parramatta Eels | 22 : 18 | Newcastle Knights | Parramatta Stadium, Sydney Zuschauer: 17.029 Schiedsrichter: Tim Mander |
| 7. Juli | (18:6) Bericht  |         |                   | Parramatta Stadium, Sydney Zuschauer: 17.029 Schiedsrichter: Tim Mander |

| 8. Juli | Melbourne Storm | 22 : 31 | Canterbury-Bankstown Bulldogs | Olympic Park Stadium, Melbourne Zuschauer: 13.120 Schiedsrichter: Steve Clark |
| 8. Juli | Bericht         |         |                               | Olympic Park Stadium, Melbourne Zuschauer: 13.120 Schiedsrichter: Steve Clark |

| 8. Juli | Penrith Panthers | 42 : 12 | St. George Illawarra Dragons | Penrith Park, Sydney Zuschauer: 19.330 Schiedsrichter: Bill Harrigan |
| 8. Juli | Bericht          |         |                              | Penrith Park, Sydney Zuschauer: 19.330 Schiedsrichter: Bill Harrigan |

| 8. Juli | Cronulla-Sutherland Sharks | 22 : 12 | Auckland Warriors | Endeavour Field, Sydney Zuschauer: 10.635 Schiedsrichter: Moghseen Jadwat |
| 8. Juli | Bericht                    |         |                   | Endeavour Field, Sydney Zuschauer: 10.635 Schiedsrichter: Moghseen Jadwat |

| 9. Juli | Brisbane Broncos | 32 : 22 | Northern Eagles | Queen Elizabeth II Stadium, Brisbane Zuschauer: 19.282 Schiedsrichter: Mark Oaten |
| 9. Juli | Bericht          |         |                 | Queen Elizabeth II Stadium, Brisbane Zuschauer: 19.282 Schiedsrichter: Mark Oaten |

| 9. Juli | Canberra Raiders | 40 : 12 | Sydney Roosters | Bruce Stadium, Canberra Zuschauer: 23.603 Schiedsrichter: Paul Simpkins |
| 9. Juli | Bericht          |         |                 | Bruce Stadium, Canberra Zuschauer: 23.603 Schiedsrichter: Paul Simpkins |

| 9. Juli | North Queensland Cowboys | 38 : 26 | Wests Tigers | Willows Sports Complex, Townsville Zuschauer: 14.134 Schiedsrichter: Sean Hampstead |
| 9. Juli | Bericht                  |         |              | Willows Sports Complex, Townsville Zuschauer: 14.134 Schiedsrichter: Sean Hampstead |

## Runde 24
| 14. Juli | Newcastle Knights | 20 : 16 | Cronulla-Sutherland Sharks | Hunter Stadium, Newcastle Zuschauer: 25.685 Schiedsrichter: Steve Clark |
| 14. Juli | Bericht           |         |                            | Hunter Stadium, Newcastle Zuschauer: 25.685 Schiedsrichter: Steve Clark |

| 15. Juli | Auckland Warriors | 44 : 12 | North Queensland Cowboys | Mount Smart Stadium, Auckland Zuschauer: 8.105 Schiedsrichter: Moghseen Jadwat |
| 15. Juli | Bericht           |         |                          | Mount Smart Stadium, Auckland Zuschauer: 8.105 Schiedsrichter: Moghseen Jadwat |

| 15. Juli | Northern Eagles | 26 : 38 | Melbourne Storm | Grahame Park, Gosford Zuschauer: 13.886 Schiedsrichter: Sean Hampstead |
| 15. Juli | Bericht         |         |                 | Grahame Park, Gosford Zuschauer: 13.886 Schiedsrichter: Sean Hampstead |

| 15. Juli | Parramatta Eels | 48 : 10 | Canberra Raiders | Parramatta Stadium, Sydney Zuschauer: 13.171 Schiedsrichter: Bill Harrigan |
| 15. Juli | Bericht         |         |                  | Parramatta Stadium, Sydney Zuschauer: 13.171 Schiedsrichter: Bill Harrigan |

| 16. Juli | Canterbury-Bankstown Bulldogs | 36 : 26 | Wests Tigers | Stadium Australia, Sydney Zuschauer: 15.097 Schiedsrichter: Paul Simpkins |
| 16. Juli | Bericht                       |         |              | Stadium Australia, Sydney Zuschauer: 15.097 Schiedsrichter: Paul Simpkins |

| 16. Juli | St. George Illawarra Dragons | 14 : 44 | Brisbane Broncos | Wollongong Showground, Wollongong Zuschauer: 14.184 Schiedsrichter: Mark Oaten |
| 16. Juli | Bericht                      |         |                  | Wollongong Showground, Wollongong Zuschauer: 14.184 Schiedsrichter: Mark Oaten |

| 16. Juli | Sydney Roosters | 40 : 14 | Penrith Panthers | Sydney Football Stadium, Sydney Zuschauer: 13.169 Schiedsrichter: Tim Mander |
| 16. Juli | Bericht         |         |                  | Sydney Football Stadium, Sydney Zuschauer: 13.169 Schiedsrichter: Tim Mander |

## Runde 25
| 21. Juli | Melbourne Storm | 16 : 20 | Canberra Raiders | Olympic Park Stadium, Melbourne Zuschauer: 14.354 Schiedsrichter: Tim Mander |
| 21. Juli | Bericht         |         |                  | Olympic Park Stadium, Melbourne Zuschauer: 14.354 Schiedsrichter: Tim Mander |

| 22. Juli | Brisbane Broncos | 38 : 20 | Auckland Warriors | Queen Elizabeth II Stadium, Brisbane Zuschauer: 17.545 Schiedsrichter: Sean Hampstead |
| 22. Juli | Bericht          |         |                   | Queen Elizabeth II Stadium, Brisbane Zuschauer: 17.545 Schiedsrichter: Sean Hampstead |

| 22. Juli | North Queensland Cowboys | 20 : 36 | Sydney Roosters | Willows Sports Complex, Townsville Zuschauer: 14.894 Schiedsrichter: Mark Oaten |
| 22. Juli | Bericht                  |         |                 | Willows Sports Complex, Townsville Zuschauer: 14.894 Schiedsrichter: Mark Oaten |

| 22. Juli | Penrith Panthers | 32 : 26 | Northern Eagles | Penrith Park, Sydney Zuschauer: 15.255 Schiedsrichter: Moghseen Jadwat |
| 22. Juli | Bericht          |         |                 | Penrith Park, Sydney Zuschauer: 15.255 Schiedsrichter: Moghseen Jadwat |

| 23. Juli | Canterbury-Bankstown Bulldogs | 10 : 28 | St. George Illawarra Dragons | Stadium Australia, Sydney Zuschauer: 21.609 Schiedsrichter: Steve Clark |
| 23. Juli | Bericht                       |         |                              | Stadium Australia, Sydney Zuschauer: 21.609 Schiedsrichter: Steve Clark |

| 23. Juli | Cronulla-Sutherland Sharks | 34 : 18 | Parramatta Eels | Endeavour Field, Sydney Zuschauer: 21.017 Schiedsrichter: Paul Simpkins |
| 23. Juli | Bericht                    |         |                 | Endeavour Field, Sydney Zuschauer: 21.017 Schiedsrichter: Paul Simpkins |

| 23. Juli | Wests Tigers | 26 : 34 | Newcastle Knights | Campbelltown Stadium, Sydney Zuschauer: 12.793 Schiedsrichter: Bill Harrigan |
| 23. Juli | Bericht      |         |                   | Campbelltown Stadium, Sydney Zuschauer: 12.793 Schiedsrichter: Bill Harrigan |

## Runde 26
| 28. Juli | Sydney Roosters | 28 : 0 | Brisbane Broncos | Sydney Football Stadium, Sydney Zuschauer: 22.613 Schiedsrichter: Mark Oaten |
| 28. Juli | Bericht         |        |                  | Sydney Football Stadium, Sydney Zuschauer: 22.613 Schiedsrichter: Mark Oaten |

| 29. Juli | North Queensland Cowboys | 14 : 28 | Canberra Raiders | Willows Sports Complex, Townsville Zuschauer: 16.553 Schiedsrichter: Moghseen Jadwat |
| 29. Juli | Bericht                  |         |                  | Willows Sports Complex, Townsville Zuschauer: 16.553 Schiedsrichter: Moghseen Jadwat |

| 29. Juli | St. George Illawarra Dragons | 24 : 32 | Parramatta Eels | Sydney Football Stadium, Sydney Zuschauer: 13.317 Schiedsrichter: Tim Mander |
| 29. Juli | Bericht                      |         |                 | Sydney Football Stadium, Sydney Zuschauer: 13.317 Schiedsrichter: Tim Mander |

| 29. Juli | Wests Tigers | 26 : 36 | Melbourne Storm | Campbelltown Stadium, Sydney Zuschauer: 8.590 Schiedsrichter: Steve Clark |
| 29. Juli | Bericht      |         |                 | Campbelltown Stadium, Sydney Zuschauer: 8.590 Schiedsrichter: Steve Clark |

| 30. Juli | Auckland Warriors | 32 : 22 | Northern Eagles | Mount Smart Stadium, Auckland Zuschauer: 13.263 Schiedsrichter: Tony Archer |
| 30. Juli | Bericht           |         |                 | Mount Smart Stadium, Auckland Zuschauer: 13.263 Schiedsrichter: Tony Archer |

| 30. Juli | Newcastle Knights | 28 : 16 | Canterbury-Bankstown Bulldogs | Hunter Stadium, Newcastle Zuschauer: 25.948 Schiedsrichter: Sean Hampstead |
| 30. Juli | Bericht           |         |                               | Hunter Stadium, Newcastle Zuschauer: 25.948 Schiedsrichter: Sean Hampstead |

| 30. Juli | Penrith Panthers | 44 : 6 | Cronulla-Sutherland Sharks | Penrith Park, Sydney Zuschauer: 20.510 Schiedsrichter: Bill Harrigan |
| 30. Juli | Bericht          |        |                            | Penrith Park, Sydney Zuschauer: 20.510 Schiedsrichter: Bill Harrigan |